# Afet ve Acil Durum Yönetimi Başkanlığı
Afet ve Acil Durum Yönetimi Başkanlığı (AFAD) is de Turkse rampenbestrijding, die ook wordt ingezet voor internationale humanitaire hulp.